# Schiffsstabilisator

Rollen um Längsachse (x), Stampfen um Querachse (y), Gieren um die Hochachse (z)

Als Schiffsstabilisatoren bezeichnet man verschiedene Systeme, mit deren Hilfe die Drehbewegung eines Schiffes in Wind und Seegang um seine Längsachse, das Rollen, entweder ganz verhindert oder zumindest deutlich vermindert werden kann.
Auf das Stampfen, die Bewegung des Schiffes um seine Querachse durch gegenläufige Auf- und Abwärtsbewegungen von Heck und Bug, gibt es kaum Einflussmöglichkeit.

## Einsatzzweck
Vor allem auf Passagierschiffen werden Stabilisatoren verwendet, um das Auftreten der Seekrankheit zu vermeiden, aber auch auf Fähren und Containerschiffen, bei denen durch Verrutschen der Ladung größere Schäden entstehen könnten oder gar ein Kentern des Schiffs zu befürchten wäre. Auf Kriegsschiffen kann mit Stabilisatoren die Sicherheit bei Landung von Flugzeugen oder Hubschraubern verbessert werden. Die Treffgenauigkeit der Schiffsartillerie ist umso größer, je weniger das Schiff im Augenblick des Abschusses rollt.
Die stabilisierende Wirkung von Gegengewichten oder Ballasttanks gegen Krängung (Schlagseite) wird nicht als Schiffsstabilisator, sondern als Trimmung bezeichnet.

## Stabilisatortypen

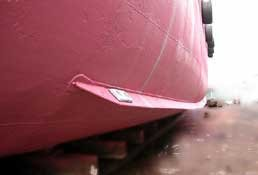
Schlingerkiel

### Schlingerkiel
Bei diesem System sind auf beiden Seiten eines Schiffes flache Stahlprofile angeschweißt, die unter der Wasserlinie vom Vor- bis zum Hinterschiff auf der größten Breite des Rumpfes verlaufen und das Rollen, also die Bewegung um die Längsachse, dämpfen.
Eigenschaften:
- Geringe Wirksamkeit
- Kostengünstig und wartungsfrei
- Permanente Bremswirkung

### Flossenstabilisatoren

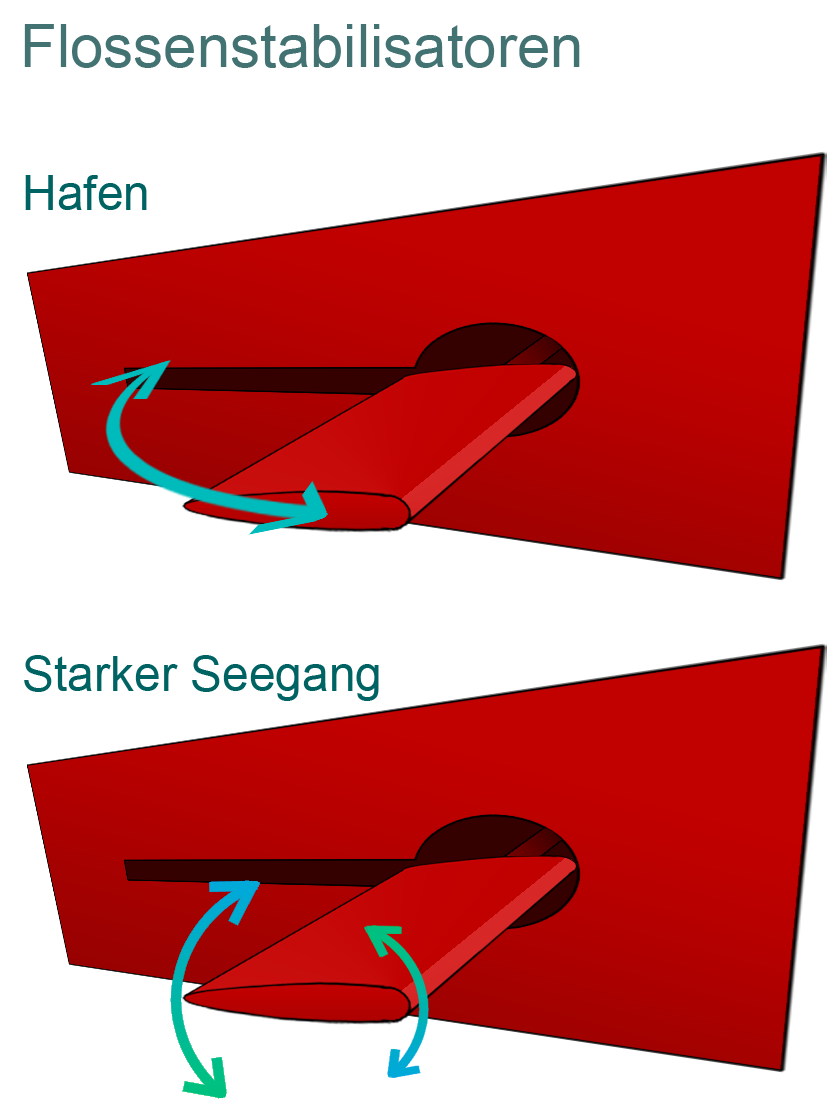
Schematische Darstellung der Funktionsweise

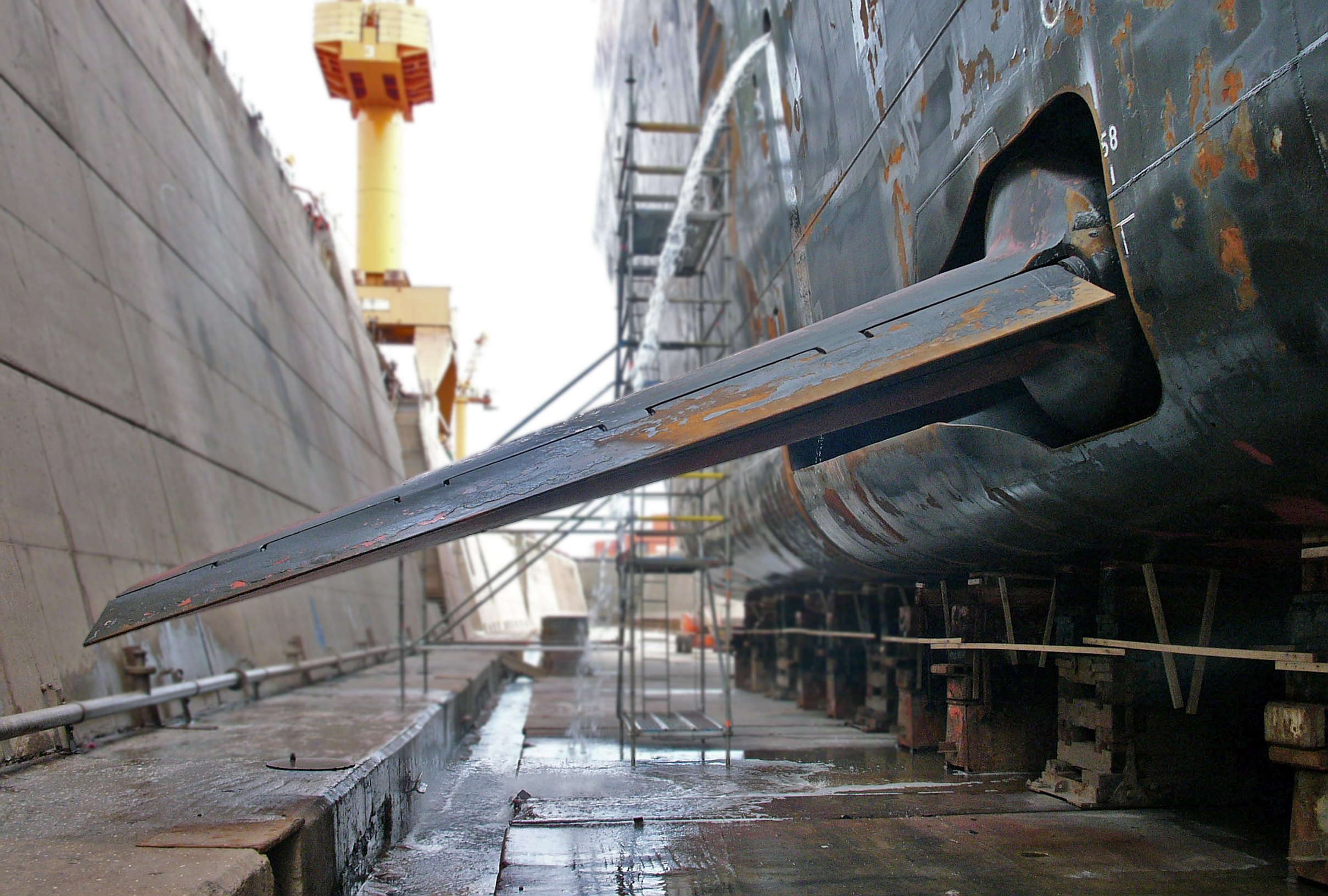
Ausgefahrene Flosse an Backbord des deutschen Forschungsschiffs Polarstern (im Trockendock)

Dieses System nutzt bewegliche Flossen am Schiffsrumpf, um das Schiff durch den Druck der anliegenden Wasserströmung aufzurichten.
Patentiert wurde die Idee schon im Jahr 1898, eine praktische Umsetzung fand aber erst 1925 in Japan bei der Mitsubishi-Nagasaki-Werft statt. Durchsetzen konnte sich dann ab den 1930er Jahren das von den schottischen Werften William Denny and Brothers Limited und Brown Brothers & Company weiterentwickelte Denny-Brown-System.
Zunächst bestanden die Flossen aus einer einfachen, starr auf den Rumpf gesetzten Konstruktion von geringer Länge und Wirkung. Später entstanden größere, die im Hafen zum Festmachen oder bei ruhiger See zur Minderung des Wasserwiderstands im Rumpf versenkbar waren. In der Regel lassen sich die Anstellwinkel der Flossen hydraulisch an die Rollbewegung des Schiffes anpassen. Dabei wird anhand der Geschwindigkeit, Winkellage, Winkelgeschwindigkeit und selten auch Winkelbeschleunigung des Schiffes die Flossenstellung optimiert. Die Parameter ändern sich mit der Größe, dem Gewicht und der Zuladung des Schiffes.
Eigenschaften:
- Sehr hohe Wirksamkeit
- Nehmen nur wenig oder gar keinen Raum innerhalb des Schiffes ein
- Bremswirkung, sobald die Flossen ausgefahren sind
- Wirkungsverlust bei Stillstand des Schiffes

### Tankstabilisatoren
Bei dieser Technik wirkt dem Rollen die Aufnahme und der regulierte Durchfluss von Wasser über mehrere mit Rohren untereinander verbundene Ballasttanks entgegen.
Die Erfindung geht auf das Ende des 19. Jahrhunderts zurück, feierte einen Durchbruch aber erst mit einer Weiterentwicklung durch den deutschen Erfinder H. Frahm und dem Einsatz eines U-förmigen Tanksystems im Passagierschiff Laconia der Reederei Cunard Line ab 1912.
Eigenschaften:
- Weniger effektiv als Flossenstabilisatoren
- Funktioniert auch, wenn das Schiff keine Fahrt durchs Wasser macht
- Hoher Platzbedarf innerhalb des Schiffes
- Auch statische Krängung kann ausgeglichen werden

### Kreiselstabilisatoren
Bei dieser Technik wirken ein oder mehrere große Kreiselinstrumente im Inneren des Schiffes der Rollbewegung entgegen.
Zunächst erfand Ernst Otto Schlick 1904 einen als Dampfturbine konstruierten, großen Schiffskreisel, der 1906 erstmals erfolgreich in der Praxis angewendet wurde. Aufgrund unbefriedigender Ergebnisse bei der Übertragung der Kreiselbewegung in weiteren Schiffsversuchen fand der Schlick’sche Schiffskreisel jedoch keine große Verbreitung.
Der US-amerikanische Erfinder Elmer Ambrose Sperry entwickelte in seinem Unternehmen Sperry Gyroscope Company einen Gyroskop-Stabilisator. Anders als bei Schlick wurden die Kreisel im Inneren des Schiffes durch Elektromotoren ausgerichtet, um der Rollbewegung entgegenzuwirken. Das System kam gegen Ende der 1920er Jahre zunächst in verschiedenen kleineren Schiffen und U-Booten, schließlich in großem Maßstab beim Passagierschiff Conte di Savoia zum Einsatz. Es konnte das Rollen tatsächlich stark verlangsamen, hielt das Schiff aber oft längere Zeit in den Extrempositionen der Rollbewegung fest, so dass die Wirkung nicht zufriedenstellend war und das System je nach Wetterbedingungen aus Sicherheitsgründen häufig abgeschaltet werden musste. Sperry Marine gehört inzwischen zum Konzern Northrop Grumman und ist einer der führenden Produzenten für Flossenstabilisatoren (englisch fin stabilizers).